# Panamai labdarúgó-szövetség
Panamai labdarúgó-szövetség (spanyolul: Federación Panameña de Fútbol) (FEPAFUT).

## Történelme
1937. augusztus 29-én alapították. Alapító tagja az Észak- és Közép-amerikai, Karibi Labdarúgó-szövetségek Konföderációjának (CONCACAF).
Fő feladata a nemzetközi kapcsolatokon kívül, a  Panamai labdarúgó-válogatott férfi és női ágának, a korosztályos válogatottak illetve a nemzeti bajnokság szervezése, irányítása. Futballklubok száma588.

### Bizottságai
Játékvezető Bizottság (JB) – felelős a játékvezetők utánpótlásáért, elméleti (teszt) és cooper (fizikai) képzéséért, foglalkoztatásáért.

## Elnökök
- José Antonio Molino – első elnök
- Pedro Chaluja Arauz

### Külső hivatkozások
- Panamai labdarúgó-szövetség. fepafut.com. (Hozzáférés: 2014. január 8.)